# ایلخچی (کوثر)
ایلخچی یک روستا در ایران است که در دهستان سنجبد جنوبی واقع شده‌است. ایلخچی ۱۶۹ نفر جمعیت دارد.
بیشتر اهالی روستا به شمال ایران مهاجرت کرده اند و اغلب در شهر رامسر و رشت و تعداد کمی نیز پایتخت ساکن میباشند.
صاحب تله‌کابین رامسر نیز متولد ایلخچی است
مردم این روستا از دیرباز به کشاورزی و دام‌داری مشغول بوده اند و گندم و جو و گوجه فرنگی بیشترین سرانه کشت را در این روستا دارا می‌باشد.